# Строкова, Елена Викторовна
Елена Викторовна Строкова (род. 17 февраля 1976 года, Одинцово, Московская область, РСФСР, СССР) — российский политический и государственный деятель, политик. Депутат Государственной думы VII созыва. Действительный государственный советник Российской Федерации 3 класса.

## Биография
Родилась 17 февраля 1976 года в городе Одинцово, Московской области. Воспитывает троих детей.
В январе 1994 года вступила в Либерально-демократическую партию России.
В 1994—1995 годах помощник депутата Государственной Думы Федерального Собрания Российской Федерации I созыва по работе в Московской области.
В 1995—2012 годах заместитель руководителя аппарата фракции ЛДПР в Государственной думе. В 2004 году присоен классный чин Государственный советник Российской Федерации 2 класса.
В 2007 в составе федерального партийного списка ЛДПР, баллотировалась кандидатом в депутаты Государственной думы пятого созыва и в 2016 году по спискам кандидатом в Московскую областную думу, не прошла.
В 2012—2016 годах  руководитель Секретариата заместителя Председателя Государственной думы шестого созыва Игоря Лебедева. В 2012 году присвоен классный чин Действительный Государственный советник Российской Федерации 3 класса.
В 2016—2021 годах  депутат Государственной Думы седьмого созыва;
Член Комитета Государственной Думы по международным делам;
Первый заместитель председателя Комиссии Государственной думы по вопросам контроля за достоверностью сведений о доходах, об имуществе и обязательствах имущественного характера, представляемых депутатами Государственной Думы, мандатным вопросам и вопросам депутатской этики.
Член рабочей группы по изучению неблагоприятной демографической ситуации в отдельных регионах Российской Федерации и выработке мер по её улучшению, член фракции ЛДПР.
Избрана в составе федерального партийного списка ЛДПР региональной группы Алтайского края .
Член фракции ЛДПР. С февраля 2017 года входила в состав Президиума фракции ЛДПР в Государственной Думе.

## Законотворческая деятельность
С 2016 по 2021 год, в течение исполнения полномочий депутата Государственной думы VII созыва, выступила соавтором более 50 законопроектов .

## Образование
В 1998 году окончила Московскую академию экономики и права по специальности «юриспруденция».
В 2011 году окончила Московский государственный университет экономики, статистики и информатики по специальности «финансы и кредит».

## Награды
- 2006 год Благодарность Председателя Государственной Думы Федерального Собрания Российской Федерации
- 2007 год Почётная грамота Государственной Думы Федерального Собрания Российской Федерации
- 2009 год Благодарность Председателя Государственной Думы Федерального Собрания Российской Федерации
- 2012, 2013, 2014 гг. Благодарность Руководителя Аппарата Государственной Думы Федерального Собрания Российской Федерации
- 2013 год Почётный знак Государственной Думы Федерального Собрания Российской Федерации "За заслуги в развитии парламентаризма"
- 2014 год Благодарность Президента Российской Федерации
- 2017 год Памятный знак «МПА СНГ. 25 лет» (13 октября 2017 года) — за содействие в деятельности Межпарламентской Ассамблеи и её органов[6]
- 2019 год Почётная грамота Алтайского краевого законодательного собрания "За многолетний добросовестный труд, активную законотворческую деятельность"
- 2019 год Благодарность Правительства Российской Федерации[7]